# Стандартний час Бангладеш

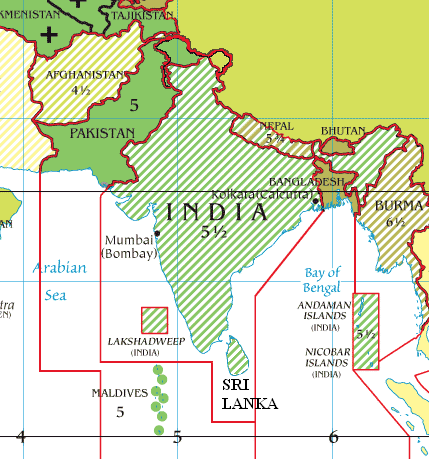

Стандартний час Бангладеш (BST ; бенг. বাংলাদেশ মান সময়) — є офіційним поясним часом Бангладеш, який діє по всій країні. Стандартний час Бангладеш випереджає всесвітній координований час (UTC) на шість годин. З 2009 по 2010 роки через енергетичну кризу в Бангладеш був введений перехід на літній час (DST). Офіційно час Бангладеш визначається за 90-м меридіаном східної довготи. Цей меридіан проходить через зілу Манікгандж Дакського регіону. У базі даних часових поясів IANA стандартний час Бангладеш позначено ідентифікатором Asia/Dhaka.

## Історія
З 1890 по 1941 рік Бенгалія, в складі якої був Бангладеш, під час правління Британії дотримувалася калькуттського часу (UTC+5:53:20).
У 1940-х роках, у розпал Другої світової війни, Британська Індія зазнала низки змін часових поясів:
- 1 жовтня 1941 року регіон перейшов на час UTC+06:30.
- 15 травня 1942 року наступного року регіон перейшов на час UTC+05:30 .
- 1 вересня 1942 року регіон повернувся до UTC+06:30.

Після поділу Індії в 1947 році регіон був розділений на два домініони: Індію та Пакистан. Східна Бенгалія, тепер відома як Бангладеш, була частиною Пакистану. 15 вересня 1951 року в Східній Бенгалії було введено час Дакка, який був UTC+06:00.

## Літній час
У 2009 році енергетичний відділ Міністерства енергетики, енергетики та мінеральних ресурсів Бангладеш запропонував введення літнього часу. Ця пропозиція була обговорена з представниками міністерств, більшість міністерств позитивно відреагували на пропозицію. Для запровадження літнього часу було обрано червень місяць, через розклад іспитів в школах на атестат вищої середньої освіти (HSC), які тривають з 18 квітня по 28 травня. Опівночі 19 червня час було переведено на одну годину вперед. План передбачав повернення до початкового часу через два місяці, опівночі 30 вересня. Основною метою цієї пропозиції було скорочення споживання енергії. Після введення літнього часу Бангладеш змінив часовий пояс з UTC+06:00 до UTC+07:00.
Урядові чиновники, які підтримували цю схему, стверджували, що простіше зекономити електроенергію, ніж генерувати додаткову. Однак ця схема зрештою не досягла своїх цілей. Критика від населення з'явилася вже через кілька днів після впровадження літнього часу, оскільки людям було важко пристосуватися до змін. Підприємства та власники магазинів не повністю виконували розпорядження уряду. Будь-яка економія електроенергії була нівельована збільшенням споживання через спекотну погоду в наступні дні після переходу. Крім того, будь-які заощадження, що залишилися, були спожиті особами, які раніше мали обмежений доступ до електроенергії. Студенти та вчителі були одними з перших, хто відчув на собі несприятливі наслідки, оскільки, щоб встигнути на заняття, багатьом довелося виходити з дому ще до сходу сонця. До грудня ситуація погіршилася, що змусило Кабмін відмовитися від цієї схеми.
Країна повернулася до початкового зсуву часу UTC+06:00 опівночі 31 грудня 2009 року, на кілька місяців пізніше, ніж спочатку планувалося, і протягом зимового сезону. Спочатку на літній час планувалося знову перейти з 31 березня по 31 жовтня 2010 року. Однак 22 березня 2010 року уряд прийняв рішення остаточно скасувати літній час. Основною причиною цього вказали «суспільний інтерес» і вирішили зберегти попередній часовий пояс UTC+06:00.